# Univerza v Lillu
Univerza v Lillu (francosko Université de Lille, skrajšano ULille, UDL ali univ-lille) je javna, multidisciplinarna univerza, ki se nahaja v Lillu in okolici v Hauts-de-France.
Z več kot 74.000 študenti je ena največjih francoskih univerz in ena največjih francosko govorečih univerz na svetu.
S 66 raziskovalnimi laboratoriji, 350 doktorskimi disertacijami na leto in 3000 znanstvenimi objavami na leto je oddelek dobro zastopan v raziskovalni skupnosti.

## Znani učitelji
- Maurice Bardèche, francoski pisatelj, novinar, pedagog, literarni in umetnostni kritik